# Szürkefejű himalájapapagáj
A szürkefejű himalájapapagáj (Himalayapsitta finschii) a madarak osztályának a papagájalakúak (Psittaciformes) rendjébe, ezen belül a szakállaspapagáj-félék (Psittaculidae) családjába és a szakállaspapagáj-formák (Psittaculinae) alcsaládjába tartozó faj.

## Rendszerezése
A fajt Allan Octavian Hume skót ornitológus írta le 1874-ben, a Palaeornis nembe Palaeornis Finschii néven. Egyes források a Psittacula nembe sorolják Psittacula finschii néven. Tudományos faji nevét Otto Finsch német természettudósról kapta.

## Előfordulása
Ázsiában,  Banglades, Bhután, Kambodzsa, Kína, India, Laosz, Mianmar, Thaiföld és Vietnám területein honos. Természetes élőhelyei a szubtrópusi és trópusi száraz erdők, síkvidéki és hegyi esőerdők, cserjések, valamint szántóföldek, ültetvények és másodlagos erdők. Magassági vonuló.

## Megjelenése
Testhossza 40 centiméter. Feje fekete, hosszú és keskeny farka van, melynek egyrésze kék színű.

## Szaporodása
Kisebb csapatokban fészkel. Fészekalja 4-6 tojásból áll, melyen 24 napig kotlik. A fiókák 40 nap múlva válnak röpképessé.

## Természetvédelmi helyzete
Az elterjedési területe rendkívül nagy, de csökken, egyedszáma is csökken. A Természetvédelmi Világszövetség Vörös listáján mérsékelten fenyegetett fajként szerepel.